# زي ماريا
زي ماريا (بالبرتغالية: José Maria Rodrigues Alves‏) (مواليد 18 مايو 1949) هو لاعب كرة قدم. يلعب مع منتخب البرازيل لكرة القدم. سبق له أن لعب في كأس العالم لكرة القدم مع منتخب بلاده.

## روابط خارجية
- زي ماريا على موقع الاتحاد الدولي (مؤرشف)  (الإنجليزية)
- زي ماريا على موقع قاعدة بيانات كرة القدم.إي يو (الإنجليزية)
- زي ماريا على موقع ليكيب (الفرنسية)
- زي ماريا على موقع ناشيونال فوتبول تيمز (الإنجليزية)
- زي ماريا على موقع عالم كرة القدم.نت (الإنجليزية)